# Rue Portefoin
La rue Portefoin se situe dans le Marais à Paris et appartient au quartier administratif des Enfants-Rouges du 3e arrondissement.

## Situation et accès
Ce site est desservi par la station de métro Temple.

## Origine du nom
Cette rue porte le nom de Jean Portefin, un bourgeois de Paris, qui avait fait bâtir un hôtel particulier dans cette rue et que le peuple changea en celui de « Portefoin ».

## Historique

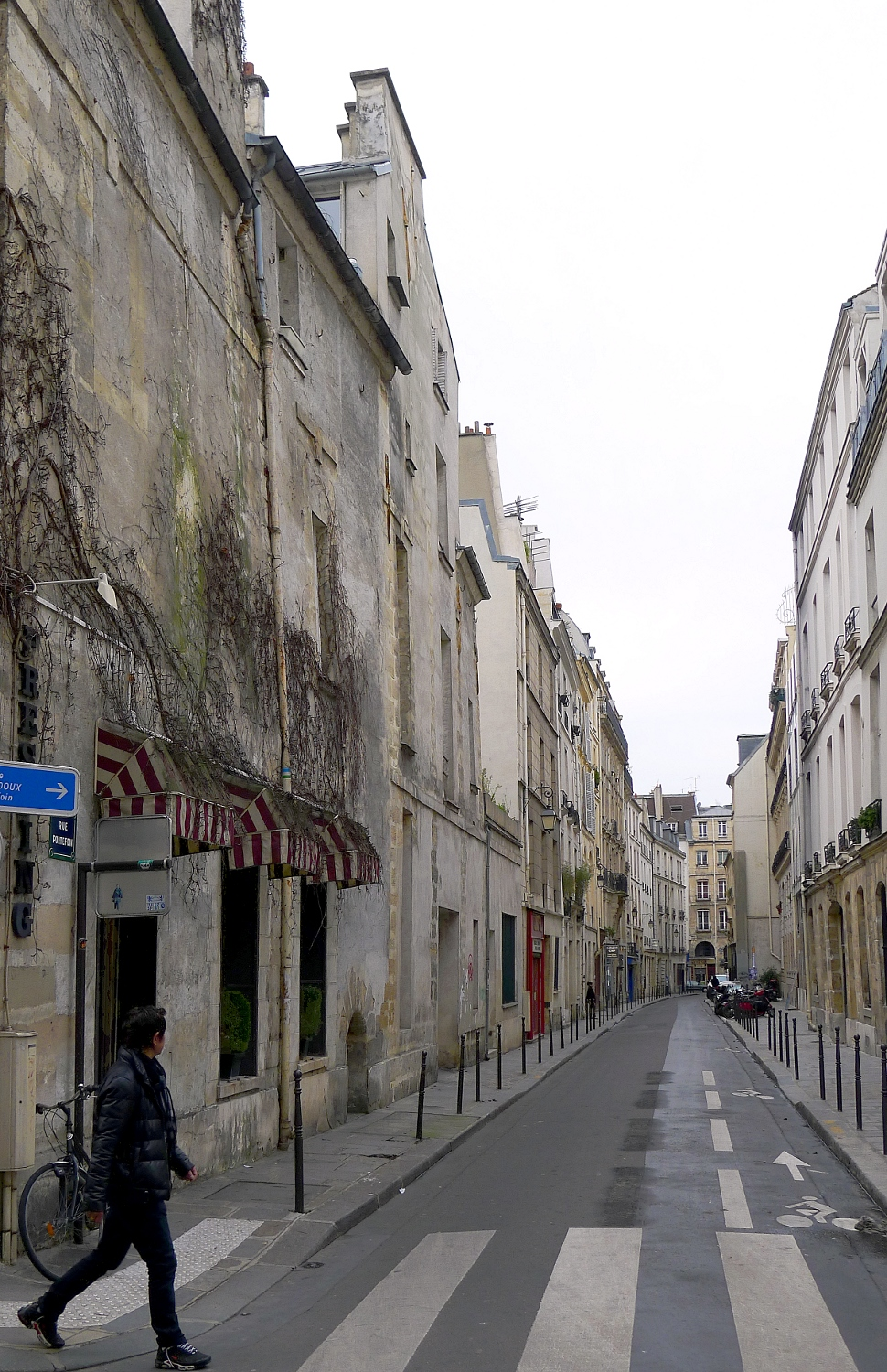
Rue Portefoin en direction de la rue du Temple.

Cette rue est l'ancienne « rue Richard-des-Poulies » ouverte en 1282 dans le lotissement de la Ville-Neuve du Temple créée par l'ordre des Templiers puis « Portefin » au XIVe siècle, dont les noms venaient d'un tisserand nommé Richard et d'un Jean Portefin qui l'habitèrent. 
Au XVIe siècle, on l'appela « des Bons-Enfants » en raison de l'hôpital voisin « des Enfants-Rouges ». La rue a pris son nom actuel au XVIIe siècle, déformation de celui « de Portefin ».

## Bâtiments remarquables et lieux de mémoire
- No 6 : hôtel du XVIIIe siècle ayant appartenu à Leduc de Villevaudé.
- No 10 : bibliothèque de la ville de Paris Marguerite-Audoux, ouverte depuis janvier 2008. Cette bibliothèque de quartier comprend deux fonds thématiques, sur l'histoire ouvrière et sur l'histoire et la culture juives[1],[2].
- No 11 : hôtel de l'ordre souverain de Malte dont le bâtiment se trouve toujours sur la partie arrière, l'escalier et le porche sont classés à l'inventaire annexe des monuments de France, les jardins à la française ont été couverts par une verrière. Il appartient à la famille de bijoutiers-joailliers-horlogers-orfèvres Bégard-Ucciani-Baudy de 1880 à 1980 (Hortense Bégard[3],[4], Pierre Ucciani[5],[6], Marie-Renée Ucciani[7], Georges Baudy[8],[9]).
- Le no 19 porte encore l'ancien numérotage des maisons institué par le préfet Nicolas Frochot.
- Au coin de la rue avec la rue des Archives, vestige d’une ancienne porte, en plein cintre, d’un bâtiment dépendant de la chapelle des Enfants-Rouges[10]. La baie, située à gauche de la porte cochère, était utilisée par les habitants du quartier qui étaient autorisés à s’approvisionner en eau dans le réservoir de la maison[11].
- La rue est évoquée dans la chanson de Guy Béart La Chabraque.